# Robert Žulj
Robert Žulj (ur. 5 lutego 1992 w Wels) – austriacki piłkarz pochodzenia chorwackiego występujący na pozycji napastnika. Od 2022 roku zawodnik Lask Linz.

## Życiorys
W czasach juniorskich trenował w FC Wels i Fußballakademie Linz. 1 lipca 2010 został piłkarzem seniorskiego SV Ried. W jego barwach zadebiutował w Bundeslidze – miało to miejsce 3 października 2010 w przegranym 1:2 meczu z Red Bull Salzburg. 6 stycznia 2014 odszedł do Salzburga. Wraz z tym klubem w sezonie 2013/2014 zdobył mistrzostwo i puchar kraju. 10 lipca 2014 został zawodnikiem niemieckiego SpVgg Greuther Fürth. W sumie w barwach tego klubu rozegrał 85 meczów ligowych, w których zdobył 19 goli. Po sezonie 2016/2017 odszedł na zasadzie wolnego transferu do TSG 1899 Hoffenheim. W niemieckiej Bundeslidze zagrał po raz pierwszy 3 lutego 2018 w zremisowanym 1:1 spotkaniu z berlińską Herthą BSC. Do gry wszedł w 70. minucie, zmieniając Ádáma Szalaia. 22 sierpnia 2018 został wypożyczony do Unionu Berlin.
Jest bratem Petera Žulja, również piłkarza.